# La Société nouvelle de production
La Société nouvelle de production (SNP)) est une société de production télévisuelle canadienne formée en 1983 par le producteur Bernard Fabi à Montréal avant de déménager à Lorraine dans Lanaudière en 1998. 
Elle succède à L'Ancienne Société de production créée en 1943 et fermée en 1978. 

## Émissions produites par la SNP
- Crash Média (1984-1989) (plus tard produit par Radio-Québec)
- Discutons avec Francine Marchand (1986-1993)
- Les Indispensables (1989-1993) (les dernières saisons étaient produites par Canal VOX)
- Bla-Bla-Bla (1991-2001) (coproduction avec Le Groupe TVA)
- Décor-Expo (2001-2002)
- Sucré-Salé (2002-actuellement)